# Bissau-guineai labdarúgó-bajnokság (első osztály)
A Campeonato Nacional da Guiné-Bissau a Bissau-guineai labdarúgó-bajnokságok legfelsőbb osztályának elnevezése. 1975-ben alapították és 12 csapat részvételével zajlik. A bajnok a bajnokok Ligájában indulhat

## A 2011–2012-es bajnokság résztvevői
- Academica De Ingore (Ingore)
- Atlético Clube de Bissorã (Bissorã)
- Clube de Futebol "Os Balantas" (Mansôa) [Oio]
- Futebol Clube de Cuntum
- Mavegro Futebol Clube (Bissau)
- Sport Bissau e Benfica (Bissau)
- Sport Clube dos Portos de Bissau
- Sporting Clube de Bafatá (Bafatá)
- Sporting Clube de Bissau (Bissau)
- União Desportiva Internacional (Bissau)

## Az eddigi bajnokok
| - 1975 : Clube de Futebol "Os Balantas" (Mansôa) - 1976 : União Desportiva Internacional (Bissau) - 1977 : Sport Bissau e Benfica (Bissau) - 1978 : Sport Bissau e Benfica (Bissau) - 1979 : bajnoki cím nem került kiosztásra - 1980 : Sport Bissau e Benfica (Bissau) - 1981 : Sport Bissau e Benfica (Bissau) - 1982 : Sport Bissau e Benfica (Bissau) - 1983 : Sporting Clube de Bissau (Bissau) - 1984 : Sporting Clube de Bissau (Bissau) - 1985 : União Desportiva Internacional (Bissau) - 1986 : Sporting Clube de Bissau (Bissau) - 1987 : Sporting Clube de Bafatá (Bafatá) - 1988 : Sport Bissau e Benfica (Bissau) | - 1989 : Sport Bissau e Benfica (Bissau) - 1990 : Sport Bissau e Benfica (Bissau) - 1991 : Sporting Clube de Bissau (Bissau) - 1992 : Sporting Clube de Bissau (Bissau) - 1993 : Sport Portos de Bissau (Bissau) - 1994 : Sporting Clube de Bissau (Bissau) - 1995 : bajnoki cím nem került kiosztásra - 1996 : Associação Desportiva e Recreativa Mansabá (Mansabá) - 1997 : Sporting Clube de Bissau (Bissau) - 1998 : Sporting Clube de Bissau (Bissau) - 1999 : nem volt bajnokság - 2000 : Sporting Clube de Bissau (Bissau) - 2001 : nem volt bajnokság - 2002 : Sporting Clube de Bissau (Bissau) | - 2003 : União Desportiva Internacional (Bissau) - 2004 : Sporting Clube de Bissau (Bissau) - 2005 : Sporting Clube de Bissau (Bissau) - 2006 : Clube de Futebol "Os Balantas" (Mansôa) - 2007 : Sporting Clube de Bissau (Bissau) - 2008 : Sporting Clube de Bafatá (Bissau) - 2009 : Clube de Futebol "Os Balantas" (Mansôa) - 2010 : Sporting Clube de Bissau (Bissau)] - 2011 : Atlético Clube de Bissorã (Bissorã) |  |

## Bajnoki címek eloszlása
| Klub                                       | Város   | Bajnoki címek | Utolsó |
| ------------------------------------------ | ------- | ------------- | ------ |
| Sporting Clube de Bissau                   | Bissau  | 14            | 2010   |
| Sport Bissau e Benfica                     | Bissau  | 8             | 1990   |
| União Desportiva Internacional             | Bissau  | 3             | 2003   |
| Clube de Futebol "Os Balantas"             | Mansôa  | 3             | 2009   |
| Sporting Clube de Bafatá                   | Bafatá  | 2             | 2008   |
| Sport Portos de Bissau                     | Bissau  | 1             | 1993   |
| Associação Desportiva e Recreativa Mansabá | Mansabá | 1             | 1996   |
| Atlético Clube de Bissorã                  | Bissorã | 1             | 2011   |

## Külső hivatkozások
- Információk az RSSSF honlapján